# Stigmatophyllum littorale
Stigmatophyllum littorale, papa del río, es una especie de planta trepadora, rastrera, de la familia Malpighiaceae. Se encuentra en Brasil (Paraná, Rio Grande do Sul, Sao Paulo), Paraguay, Perú, Uruguay, Argentina (Buenos Aires [n.], Chaco [e.], Corrientes, Entre Ríos, Misiones, Santa Fe)
Puede apoyada en otras spp., alcanzar 3-5 m de altura. El follaje es caducifolio, hojas acorazonadas. Sus flores son intensamente amarillas, con 5-pétalos unguiculados. Florece borealmente entre abril, mayo, junio.  Son muy buenas para artesanías de "flor seca".
Especie atractiva para abejas, mariposas y aves. Es tolerante a sequía. Prospera bien con pH de suelo entre 5,6 y 6,2. 